# Alisotrichia timouchela
Alisotrichia timouchela is een schietmot uit de familie Hydroptilidae. De soort komt voor in het Neotropisch gebied.